# Julia. 13 grudnia
Julia. 13 grudnia (ang. Julia. December 13) – dramat psychologiczny z 2019 roku w reżyserii Łukasza Madziara. Film jest krótką rozprawą na temat psychozy poporodowej.
Julia. 13 grudnia miała swoją premierę festiwalową w 2019 roku na Festiwalu Filmowym w Moskwie – "Moscow Shorts", gdzie film został pokazany w oficjalnej selekcji konkursowej. W 2020 roku, film nadal pozostał w obiegu festiwalowym. W kwietniu 2020 roku, na Międzynarodowym Festiwalu Filmowym "Short to the Point", obraz został włączony do oficjalnej selekcji konkursowej w kategorii Najlepszego dramatycznego filmu krótkometrażowego i znalazł się w gronie finalistów. W 2022 roku, na festiwalu "Night of Drama Shorts" w Mediolanie, film zwyciężył w dwóch kategoriach: najlepszy dramat oraz najlepszy film trwający poniżej 10 minut.

## Synopsis
Fabuła filmu rozpoczyna się w momencie, gdy główny bohater grany przez Sebastiana Cybulskiego dowiaduje się, że jego ciężarna dziewczyna (grana przez Marię Patykiewicz), stała się ofiarą psychozy poporodowej. Z pomocą psychologa i policji, niedoszły ojciec odkrywa mroczny wymiar rzeczywistości, która zastała go rankiem, 13 grudnia.

## Obsada
- Sebastian Cybulski – Ojciec Julii
- Maria Patykiewicz – Matka Julii
- Andrzej Popiel – Policjant Wydziału Kryminalnego
- Luiza Kwiatkowska – Psycholog
- Łukasz Szymański – Policjant
- Marcin Niedziółka – Policjant
- Wiktor Dobrowolski – Technik kryminalistyki